# Лох, Феликс
Фе́ликс Лох (нем. Felix Loch; род. 24 июля 1989, Зоннеберг, Зуль) — немецкий саночник, трёхкратный олимпийский чемпион, 14-кратный чемпион мира (абсолютный рекордсмен по количеству побед в истории чемпионатов мира), 7-кратный обладатель Кубка мира, 6-кратный чемпион Европы. На церемонии закрытия зимних Олимпийских игр в Сочи был знаменосцем сборной Германии. На Олимпийских играх 2018 года в Пхёнчхане занял 5-е место, хотя лидировал перед последним заездом.

## Биография

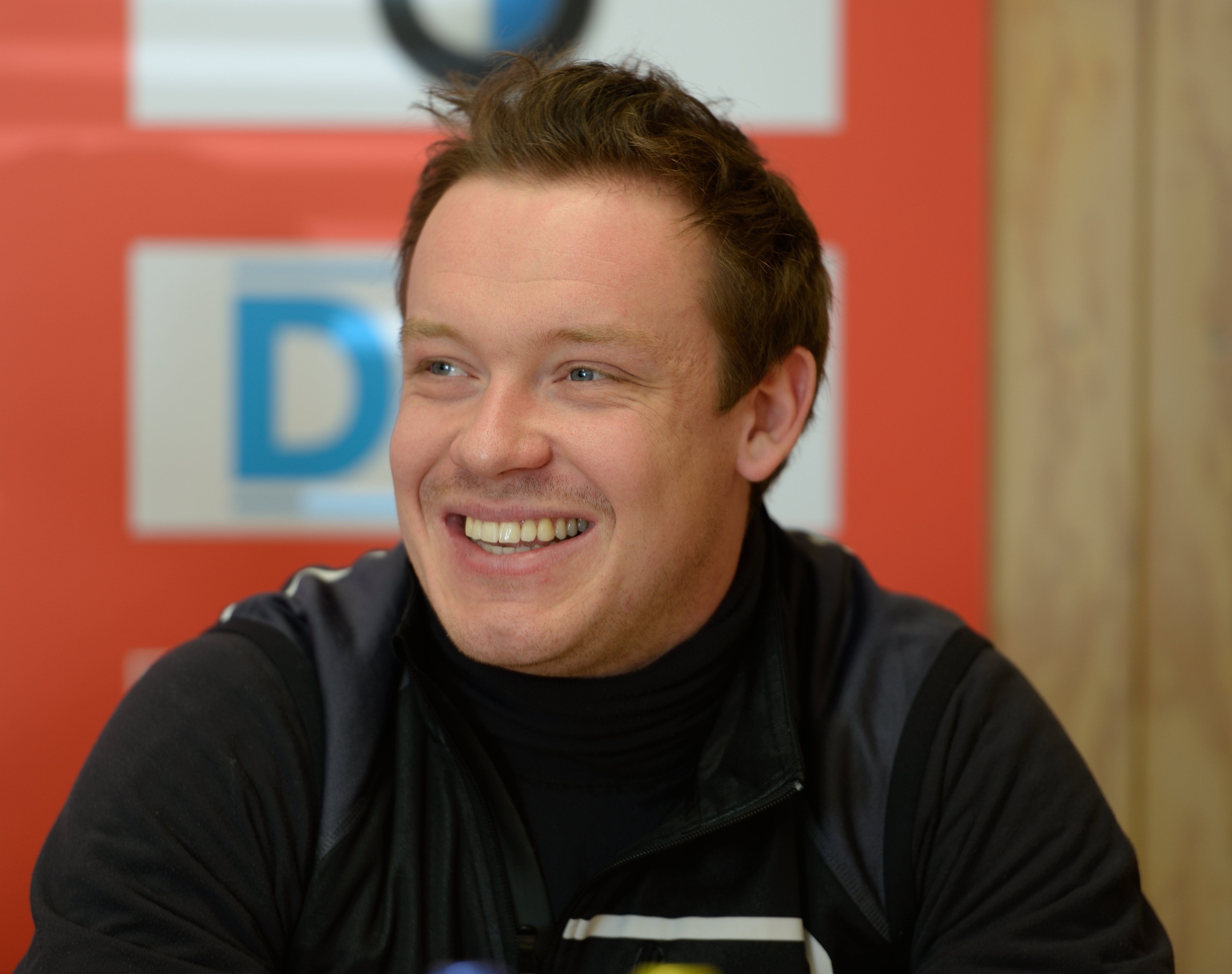
2015 год

4 раза становился чемпионом мира среди юниоров в 2006—2007 годах.
На взрослых чемпионатах мира 2008 года и 2009 года Феликс Лох становился победителем среди одиночек и вместе со своей командой в эстафете, причём первую золотую медаль он получил в возрасте 18 лет, став самым молодым чемпионом по санному спорту. В 2012 году выиграл ещё 2 золота чемпионата мира, победив в одиночках и в эстафете в Альтенберге.14 февраля 2010 года стал чемпионом на Олимпиаде в Ванкувере, выиграв все 4 заезда и опередив Давида Мёллера и Армина Цёггелера.
Двукратный золотой призёр Олимпийских игр в Сочи 2014 на одноместных санях и в смешанной эстафете. Впервые выиграл общий зачёт Кубка мира в сезоне 2011/12, победив на 6 из 9 этапов и опередив соотечественников Анди Лангенхана и Давида Мёллера. До этого в сезоне 2009/10 занял третье место в Кубке мира, а в сезоне 2010/11 — второе.
На чемпионатах мира 2012 и 2013 годов побеждал в заездах одиночек и эстафетах. В 2015 году на чемпионате мира в Сигулде уступил золото в одиночках россиянину Семёну Павличенко (Павличенко стал первым в истории представителем России, выигравшим золото на чемпионатах мира по санному спорту), при этом Феликс вновь стал чемпионом мира в составе сборной Германии в эстафете. На чемпионате мира 2016 года в Кёнисзе Лох выиграл три золота — одиночки, спринт, эстафета.

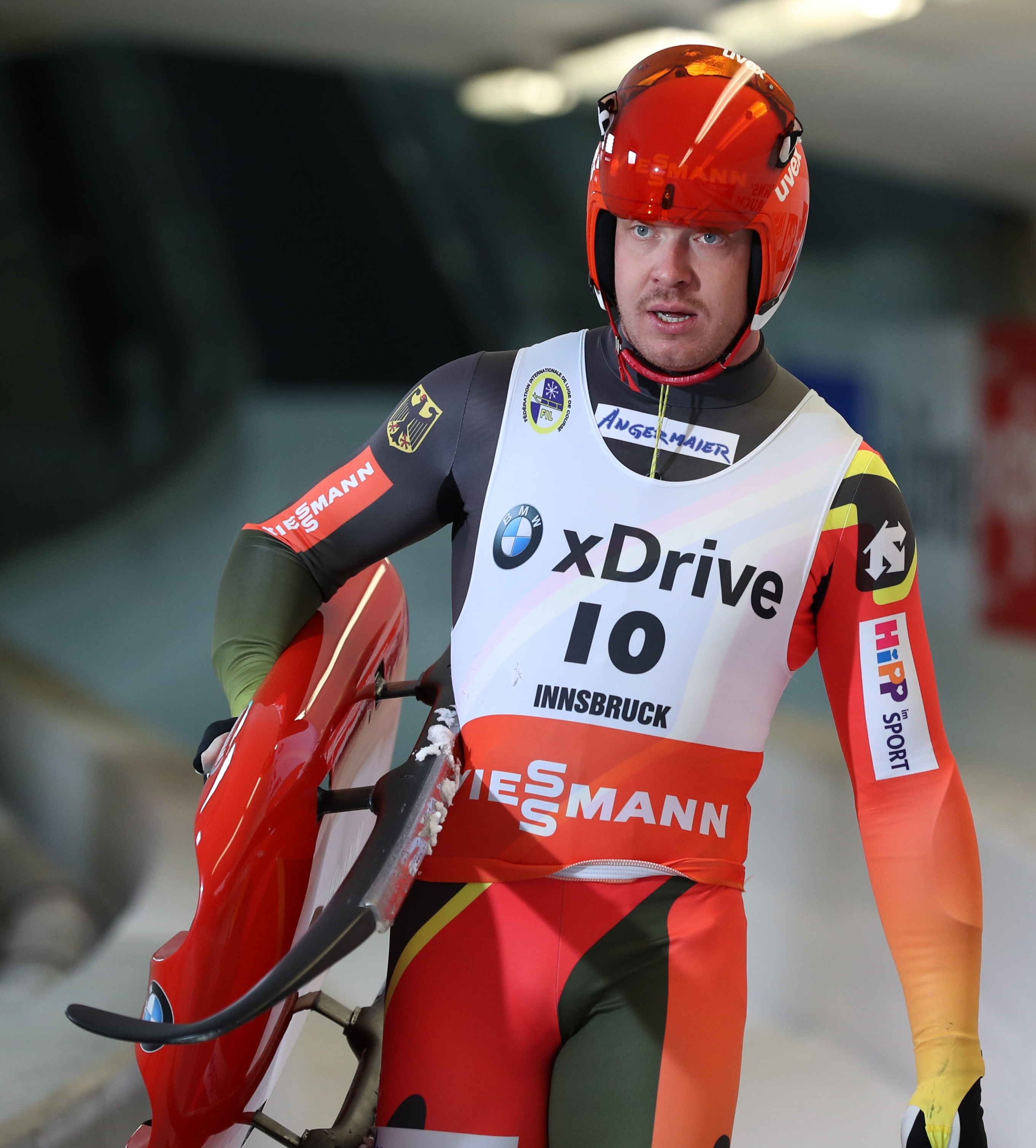
2018 год

На Олимпийских играх 2018 года в Пхёнчхане Лох был одним из главных фаворитов в заездах одиночек. Феликс уверенно провёл первые три заезда и лидировал перед 4-м заездом: он выиграл второй заезд и показал второе время в первом и третьем. Однако в последнем заезде Лох допустил очень серьёзную ошибку и показал только 19-й результат в этом заезде, это отбросило Феликса на итоговое пятое место, при этом он проиграл бронзовому призёру Йоханнесу Людвигу всего 0,036 сек. Золото завоевал Давид Гляйршер, ставший первым за 50 лет австрийцем, победившим в этой дисциплине на Олимпийских играх. После этой неудачи Лох отказался от участия в эстафете, в которой от Германии на одноместных санях выступил Йоханнес Людвиг, немцы завоевали золото.
На чемпионате мира 2019 года в немецком Винтерберге подтвердил свой уровень, шестой раз в карьере выиграв золото в заездах одиночек. Лох на 0,100 сек опередил австрийца Райнхарда Эггера. Там же Лох завоевал серебро в спринте (Феликс уступил только 21-летнему австрийцу Йонасу Мюллеру) и бронзу в эстафете. По общему количеству наград чемпионатов мира Лох (17 медалей) вышел на чистое второе место, уступая только Георгу Хаклю (22). По количеству титулов чемпиона мира в заездах одиночек Лох сравнялся с итальянцем Армином Цёггелером, побеждавшим в 1995, 1999, 2001, 2003, 2005 и 2011 годах.
На чемпионате Европы 2021 года в Сигулде Лох выиграл золото в одиночках (третий раз в карьере после 2013 и 2016 годов), а также завоевал бронзу в эстафете. На чемпионате мира 2021 года в Кёнигсзе завоевал две серебряные награды — в соревнованиях одиночек (уступил Роману Репилову) и в эстафете.
На Олимпийских играх 2022 года занял 4-е место на одноместных санях, ни в одном из 4 заездов не попав в тройку лучших. В эстафете на одноместных санях за Германию выступал Йоханнес Людвиг.
На чемпионате Европы 2023 года в Сигулде стал вторым в заездах на одноместных санях, уступив 0,058 сек Максу Лангенхану. На чемпионате мира 2023 года Лох занял 4-е место в соревнованиях одиночек, а также выиграл золото в спринте. В эстафете не выступал.
В 2025 году на чемпионате мира в канадском Уистлере Феликс в одиночном спуске у мужчин стал серебряным призёром. 

### Результаты на Олимпийских играх
| Олимпийские игры | Одиночки | Эстафета |
| ---------------- | -------- | -------- |
| 2010 Ванкувер    | 1        | н/д      |
| 2014 Coчи        | 1        | 1        |
| 2018 Пхёнчхан    | 5        | —        |
| 2022 Пекин       | 4        | —        |